# 観弥勒菩薩上生兜率天経
『観弥勒菩薩上生兜率天経』（かんみろくぼさつじょうしょうとそつてんきょう）、通称『上生経』（じょうしょうきょう）は、大乗仏教の弥勒菩薩に関する代表的な経典の一つである。

## 概要
沮渠京声訳。大正新脩大蔵経では「経集部」に収録。『弥勒大成仏経』、『弥勒下生経』と共に、「弥勒三部経」を構成する。